# Esther Pohl Lovejoy

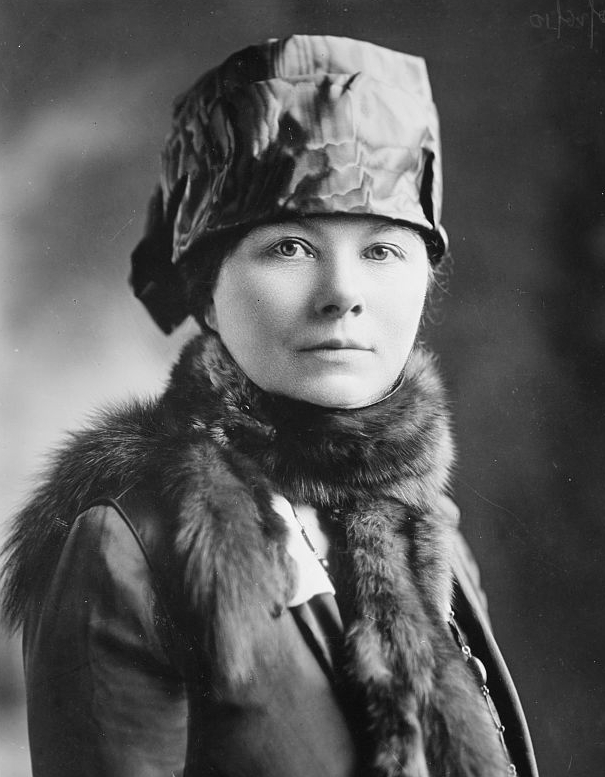
Esther Pohl Lovejoy

Esther Pohl Lovejoy (* 16. November 1869; † 31. August 1967) war eine amerikanische Ärztin und Gesundheitspionierin, Frauenrechtlerin und Kongresskandidatin. Sie spielte eine wichtige Rolle beim Aufbau grenzüberschreitender medizinischer Hilfsorganisationen.

## Leben
Als Esther Clayson in einem Holzfällercamp in Seabeck im US-Staat Washington geboren, erhielt sie so gut wie keine reguläre Schulbildung. Ihre Eltern waren als Holzhändler tätig, mussten aber das Geschäft aufgeben, letztlich kamen sie nach Portland. Trotzdem schloss sie als zweite Frau an der medizinischen Fakultät der University of Oregon ein Medizinstudium ab. Sie heiratete dort kurz nach ihrem Abschluss den Mitstudenten Emil Pohl.
Ihre Brüder überredeten sie und ihren Mann zu den Goldsuchern nach Alaska zu gehen. Sie eröffneten ihre Praxis in Skagway. Als Frederick, einer ihrer Brüder, dort 1899 ermordet wurde, kehrte sie alleine nach Portland zurück. Sie besuchte ihren Mann in Alaska aber regelmäßig. In den Jahren von 1907 bis 1909 war sie health officer des Portland Board of Health. Sie errichtete die erste Schwesternschule und schrieb Vorschriften zur Reinhaltung von Milch. Daneben organisierte sie Schulinspektionen und den Kampf gegen Ratten. 1911 starb ihr Mann während einer Enzephalitis-Epidemie. 1912 heiratete sie den Geschäftsmann George Lovejoy, ließ sich aber 1920 wieder scheiden.

## Kriegsdienst
Während des Ersten Weltkrieges ging sie 1917 nach Paris und arbeitete in einem Krankenhaus des Roten Kreuzes.

## Verbandswesen
Sie schuf vor den Wahlen von 1912 die Everybody's Equal Suffrage League und forderte das Frauenwahlrecht. Oregon war damals der siebte US-Bundesstaat, der Frauen zur Wahl zuließ.
1919 war sie Gründungsmitglied und bis 1924 erste Präsidentin der Medical Women’s International Association. 1932 bis 1933 war sie Präsidentin der Medical Women's National Association und bis 1965 Generaldirektorin des American Women's Hospitals' Service. 1951 und 1957 wurde sie mit der Elizabeth Blackwell Medal der American Medical Women's Association ausgezeichnet.